# Mary Wilombe
Mary Wilombe (* 22. September 1997) ist eine sambische Fußballspielerin.

## Karriere

### Verein
In ihrer Heimat spielt Wilombe derzeit für den Red Arrows FC.

### Nationalmannschaft
Mit der sambischen U17 nahm sie an der Weltmeisterschaft 2014 teil und kam hier in drei Partien zum Einsatz.
Beim Olympiaturnier der Spiele 2020 gehörte sie zum Kader der sambischen A-Nationalmannschaft und kam hier zu zwei Einsätzen. Beim Afrika-Cup 2022 wurde sie in drei Spielen eingesetzt und erlangte mit ihrem Team den dritten Platz.
Am 3. Juli 2023 wurde sie in den sambischen Kader für die Weltmeisterschaft 2023 nominiert.